# 1961 en hockey sur glace
Cette page présente les éléments de hockey sur glace de l'année 1961, que ce soit d'un point de vue rencontres internationales ou championnats nationaux. Les grandes dates des différentes compétitions sont données ainsi que les décès de personnalités du hockey mondial.

## Europe

### Compétitions internationales
- L'ACBB remporte la coupe Spengler pour la troisième fois consécutive.

## International

### Championnats du monde
- 5 mars  : début du 28e championnat du monde, organisé en Suisse, à Genève et  Lausanne. Pour la première fois, on organise 3 championnats distincts (A, B et C) suivant le niveau des équipes.
- 10 mars : la Roumanie remporte le Championnat C.
- 12 mars : le Canada finit à égalité de point avec la Tchécoslovaquie mais remporte son 19e titre grâce à un meilleur goal average[1]. La Norvège remporte le Championnat B.

## Autres évènements

### Naissance
- 26 janvier : naissance du futur meilleur joueur de la Ligue nationale de hockey, Wayne Gretzky à Brantford ville de l'Ontario au Canada[2]

### Décès
- 3 mai : Richard Boon, joueur puis dirigeant, il remporta un total de cinq Coupe Stanley. Intronisée au Temple de la renommée du hockey en 1952.